# José Tostado
José Pablo Tostado Gastelum (ur. 28 lipca 1994 w Culiacán) – meksykański piłkarz występujący na pozycji środkowego pomocnika.